# KLM-Flug 844
Am 16. Juli 1957 verunglückte eine Lockheed L-1049 Super Constellation auf dem KLM-Flug 844 vor der Küste der Insel Biak in Niederländisch-Neuguinea (heute Indonesien). Die Maschine war wenige Minuten zuvor vom Flughafen Mokmer gestartet. Bei dem Unfall kamen 58 der 68 Insassen ums Leben. 

## Flugverlauf

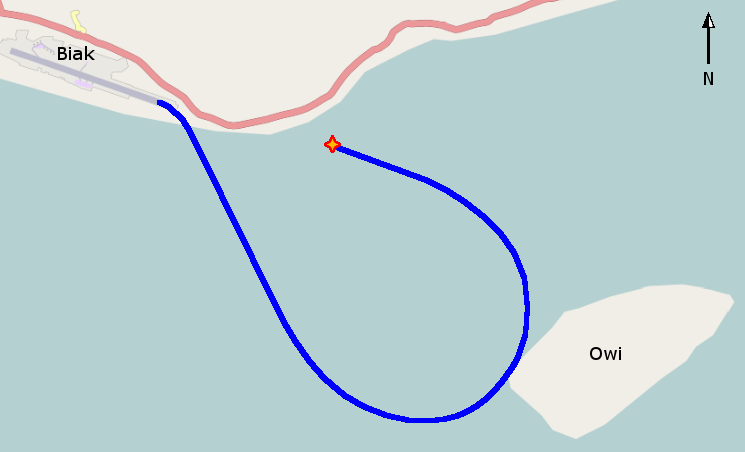
Der Flugweg der Maschine vom Start bis zum Aufprall.

Die Maschine der KLM Royal Dutch Airlines startete um 03:32 Uhr Ortszeit vom Flughafen Biak-Mokmer zu einem Linienflug nach Amsterdam. In Manila, Bangkok, Karatschi, Beirut und Rom waren planmäßige Zwischenlandungen vorgesehen.
Kurz nach dem Abheben von der Startbahn 10 leitete der Flugkapitän eine Rechtskurve ein und bat darum, den Flughafen in niedriger Höhe überfliegen zu dürfen. Der Fluglotse im Kontrollturm erteilte eine entsprechende Freigabe. Die Piloten drehten daraufhin nach links, um in einem weiten Halbkreis nach Biak zurückzufliegen. Der östliche Scheitelpunkt der Kurve wurde über der Nachbarinsel Owi erreicht, die rund 12 Kilometer vom Flughafen entfernt liegt. Während das Flugzeug nach Westen auf die beleuchtete Landebahn zuflog, verlor es langsam an Höhe.
Die Maschine schlug um 03:36 Uhr rund einen Kilometer vor der Küste Biaks in die Cenderawasih-Bucht. Beim Aufprall zerbrach das Flugzeug in mehrere Teile. Der aus den Tanks strömende Treibstoff entzündete sich augenblicklich und trieb in brennenden Lachen auf der Meeresoberfläche. Bootsbesatzungen konnten zwölf Insassen retten, die beim Aufprall aus der Kabine geschleudert worden waren oder sich aus eigener Kraft aus dem zerbrochenen Rumpf befreit hatten. Ein Passagier und eine Flugbegleiterin erlagen später ihren Verletzungen.

## Unfallursache
Die meisten Wrackteile versanken in 250 Meter Wassertiefe und wurden nicht geborgen. Aufgrund der wenigen Trümmer und der zum Teil widersprüchlichen Angaben der Augenzeugen sowie der geretteten Insassen konnte die Unfallursache nicht geklärt werden. Die Ermittler gingen von einem Pilotenfehler oder einem technischen Defekt aus, wobei auch eine Kombination beider Faktoren möglich schien.

### Pilotenfehler
Der Unfall geschah bei guten Sichtbedingungen und klarem Nachthimmel. Nachdem die Maschine die Linkskurve beendet hatte, flog sie mit westlichem Kurs auf die hell erleuchtete Landebahn zu. Es schien wahrscheinlich, dass sich die Piloten ausschließlich nach Sicht orientierten und dabei die Anzeige des Höhenmessers außer Acht ließen.
Zwei Besatzungsmitglieder des Schiffes Kortenaer beobachteten den Flugverlauf bis kurz vor dem Aufprall. Laut ihren Angaben erreichte die Maschine über der Insel Owi eine Flughöhe von etwa 300 Meter und schien anschließend parallel zur Wasseroberfläche nach Biak zurückzufliegen. Vermutlich leitete der Kapitän aber bereits über Owi einen flachen Sinkflug ein und behielt diesen bis zum Aufprall bei. Als die Piloten kurz darauf die Landescheinwerfer anschalteten, schätzten beide Zeugen die Flughöhe auf nur noch 50 bis maximal 100 Meter ein. Wäre das Flugzeug unter 75 Meter gesunken, so hätte die Besatzung den Sichtkontakt zur Landebahn verloren, weil die davorliegende Vegetation deren Beleuchtung verdeckte.
Etwa zur gleichen Zeit teilte der Kapitän den Passagieren über die Bordlautsprecher mit, dass er ihnen einen letzten Blick auf die Lichter der Insel ermöglichen würde. Möglicherweise verlor der Kapitän den Sichtkontakt zur Landebahn während er die Durchsage tätigte und setzte den Sinkflug dennoch fort. Nach Aussage der geretteten Insassen wurde das Flugzeug vor dem Aufprall nicht abgefangen und schlug in einem flachen Winkel ins Meer.

### Technischer Defekt
Zum Zeitpunkt des Unfalls herrschte kaum Seegang, jedoch war das Meer durch einen stetigen Wind gekräuselt. Nach Ansicht der Ermittler reichte dies aus, um im Schein der Landescheinwerfer die Meeresoberfläche zu erkennen.
Laut Aussage von vier einheimischen Zeugen brach ein Feuer an der rechten Tragfläche aus, während die Maschine auf Biak zuflog. Einer der Augenzeugen gab an, dass er bereits eine Explosion sah, bevor das Flugzeug aufschlug. Auch die schwer verletzte Flugbegleiterin, die als einziges Besatzungsmitglied den Aufprall überlebte, berichtete von einer Explosion an Bord, woraufhin die Maschine über die linke Tragfläche abkippte und ins Wasser stürzte. Mehrere Überlebende sprachen dagegen von einem rasselnden Geräusch und starken Vibrationen, die das Flugzeug erschütterten, kurz nachdem der Kapitän seine Durchsage beendet hatte. Ihre Aussagen deuteten auf einen technischen Defekt hin, wie zum Beispiel einen Triebwerkschaden. Aufgrund der niedrigen Flughöhe hätten die Piloten kaum Zeit gehabt, die beschädigte Maschine abzufangen.  
Untermauert wurde diese Theorie durch einen Ölteppich, der einige Tage später etwa vier Kilometer östlich der Unfallstelle entdeckt wurde. Diese Position hatte das Flugzeug kurz vor dem Aufprall überflogen. Allerdings blieb es unklar, ob das Öl tatsächlich von der verunglückten Maschine stammte. Wäre dies der Fall, so müsste ein Bauteil im Flug abgerissen und an dieser Stelle versunken sein. Die Ermittler schlossen aus, dass das Öl kontinuierlich aus einem Leck strömte, weil keine Ölspur zur Unfallstelle führte. Ebenso konnte es nicht vom Wrack stammen, weil die Meeresströmungen ein Verdriften an diese Position unmöglich machten.